# Signo de Winterbottom
El Signo de Winterbottom es típico de la segunda fase (fase hematolinfática) de la enfermedad del sueño o tripanosomiasis africana.

## En qué consiste
El Signo de Winterbottom es la inflamación, hiperplásia o tumefacción de los ganglios linfáticos cervicales posteriores, los cuales se notan duros al tacto, alcanzan entre 1 y 2 cm de diámetro, son indoloros y móviles. 

Aparecen como consecuencia de la diseminación por la linfa del tripanosoma causante de la infección tras su inoculación por la picadura de la mosca tsetse (pertenecientes al género Glossina). 

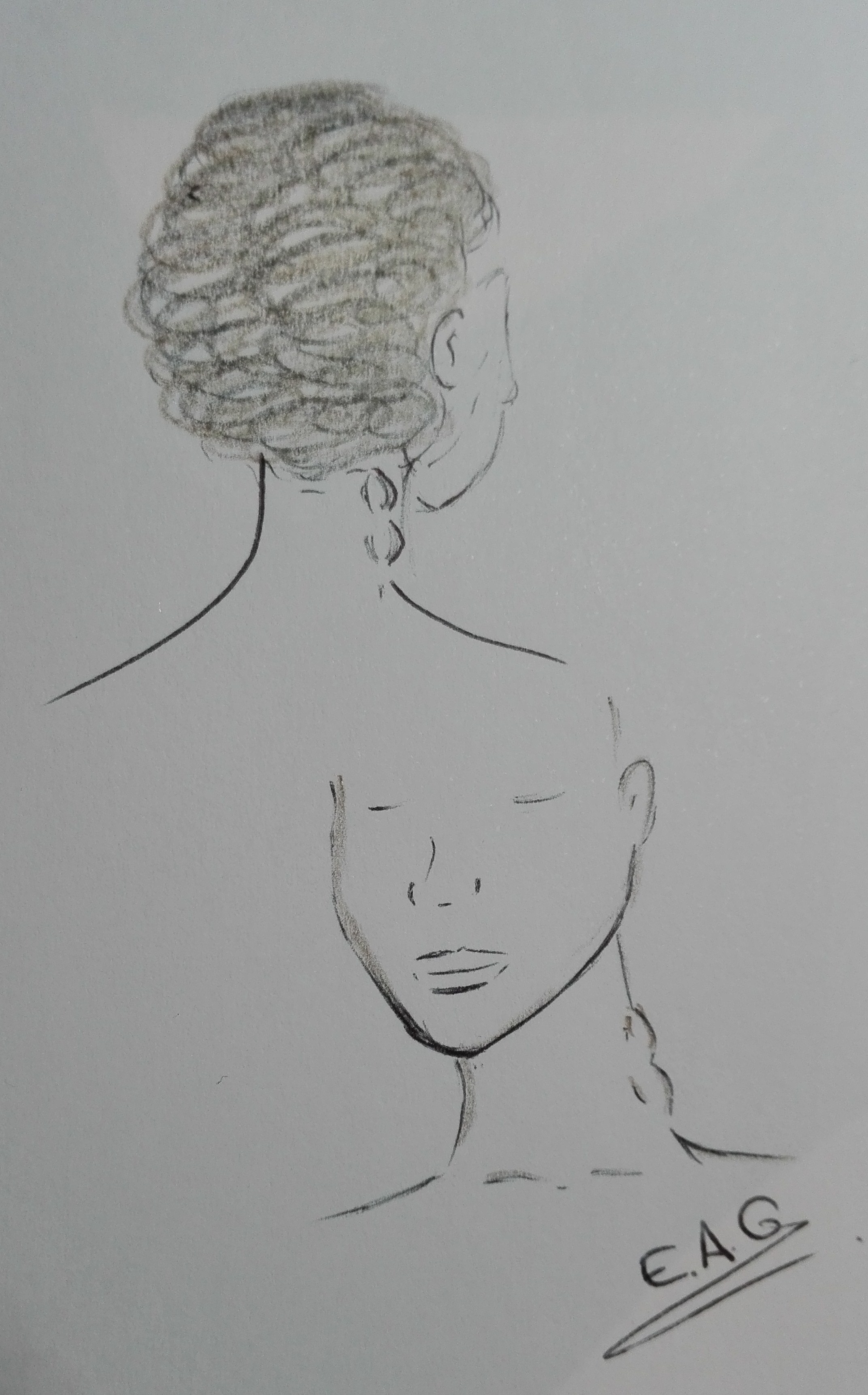
Signo de Winterbottom. Inflamación de los ganglios linfáticos cervicales en la tripanosomiasis africana.